# Priamos-Maler

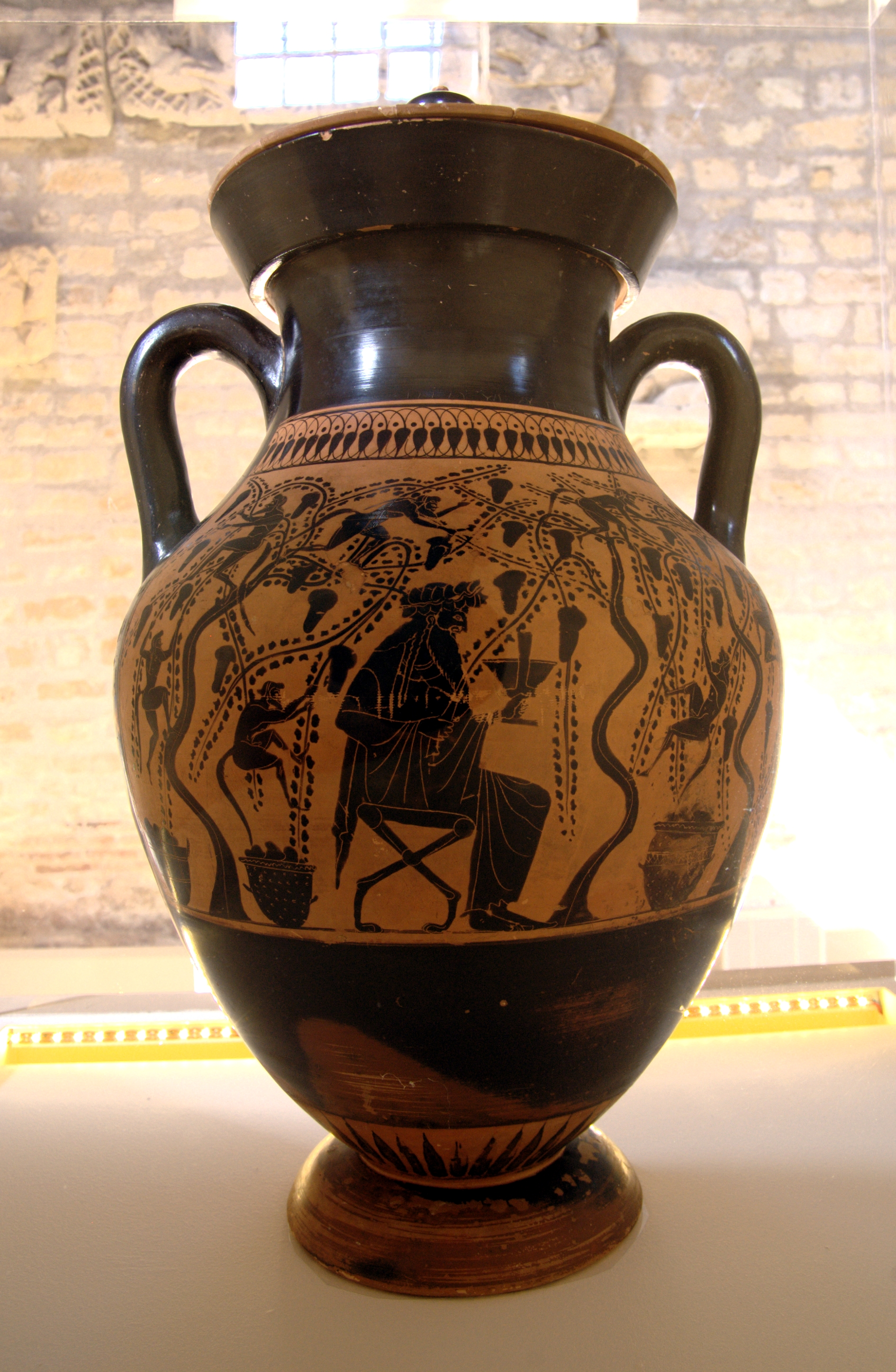

Der Priamos-Maler war ein Vasenmaler der attisch-schwarzfigurigen Periode.
Der Priamos-Maler gilt als einer der besseren und zudem als recht produktiver Vasenmaler des schwarzfigurigen Stils im Athen am Ende des 6. Jahrhunderts v. Chr. Manche Forscher schätzen ihn qualitativ so hoch ein, dass sie Verbindungen zwischen dem Priamos-Maler und dem Antimenes-Maler oder der Leagros-Gruppe sehen. Seine Themenauswahl ist eher bescheiden, doch gibt er seine Themen detailliert, mit viel Fantasie und originellem Kompositionsgeschick wieder. Besonders häufig zeigt er Wagenrennen mit Athene und Herakles sowie Szenen an öffentlichen Brunnenhäusern. Diese Bilder zeugen von gewisser Sympathie für die herrschenden Peisistratiden. Er gibt damit Mythen wieder, die die Peisistratiden besonders schätzten und zur Legitimation nutzten; mit den Brunnenhäusern zeigt er eine ihrer Leistungen, die sie für Athen erbrachten. Die Vasen müssen demnach noch kurz vor der Vertreibung der Peisistratiden aus Athen im Jahr 510 v. Chr. bemalt worden sein. Stilistisch steht dem Priamos-Maler der Rycroft-Maler nahe.